# Oligoclada
Oligoclada es un género de libélulas perteneciente a la familia Libellulidae. Comprende veinticinco especies.

## Especies del géneroOligoclada
- Oligoclada abbreviata (Rambur, 1842)
- Oligoclada amphinome Ris, 1919
- Oligoclada borrori Santos, 1945
- Oligoclada calverti Santos, 1951
- Oligoclada crocogaster Borror, 1931
- Oligoclada garrisoni De Marmels, 1989
- Oligoclada haywardi Fraser, 1947
- Oligoclada heliophila Borror, 1931
- Oligoclada hypophane De Marmels, 1989
- Oligoclada laetitia Ris, 1911
- Oligoclada leucotaenia De Marmels, 1989
- Oligoclada monosticha Borror, 1931
- Oligoclada mortis Pinto & Lamas, 2011
- Oligoclada nemesis (Ris, 1911)
- Oligoclada pachystigma Karsch, 1890
- Oligoclada rhea Ris, 1911
- Oligoclada risi Geijskes, 1984
- Oligoclada rubribasalis von Ellenrieder & Garrison, 2008
- Oligoclada stenoptera Borror, 1931
- Oligoclada sylvia (Kirby, 1889)
- Oligoclada teretidentis Rehn, 2003
- Oligoclada umbricola Borror, 1931
- Oligoclada waikinimae De Marmels, 1992
- Oligoclada walkeri Geijskes, 1931
- Oligoclada xanthopleura Borror, 1931